# Tethya novaecaledoniae
Tethya novaecaledoniae är en svampdjursart som beskrevs av Sarà 1988. Tethya novaecaledoniae ingår i släktet Tethya och familjen Tethyidae.
Artens utbredningsområde är havet kring Nya Kaledonien. Inga underarter finns listade i Catalogue of Life.